# Potamocorbula fasciata
Potamocorbula fasciata is een tweekleppigensoort uit de familie van de Corbulidae. De wetenschappelijke naam van de soort is voor het eerst geldig gepubliceerd in 1843 door Reeve.